# كريستوف باخ
كريستوف باش (بالإنجليزية: Christoph Bach) (و. 1975 – م) هو ممثل، من ألمانيا، ولد في رويتلينغن.

## وصلات خارجية
- كريستوف باش على موقع IMDb (الإنجليزية)
- كريستوف باش على موقع مونزينجر (الألمانية)
- كريستوف باش على موقع ألو سيني (الفرنسية)
- كريستوف باش على موقع أول موفي (الإنجليزية)
- كريستوف باش على موقع قاعدة بيانات الفيلم (الإنجليزية)
- كريستوف باش على موقع كينوبويسك (الروسية)